# Ord (cómic)
Ord es un supervillano ficticio del cómic X-Men de Marvel Comics. Fue creado por Joss Whedon y John Cassaday. Hizo su debut en Astonishing X-Men vol. 3 # 1, en 2004.

## Biografía ficticia

### La misión de Ord
Ord es miembro de una raza alienígena de un planeta llamado "Breakworld". Fue enviado a la Tierra por el gobernante de Breakworld, Kruun, en una misión para detener a un mutante de la Tierra de la destrucción de su planeta (un evento predicho usando tecnología avanzada de su raza). Para ello Ord obtuvo el cuerpo del X-Man Coloso y lo resucitó usando la tecnología de Breakworld. Ord procedió a experimentar con Coloso y con la ayuda de la científica humana, la Dra. Kavita Rao, usar su ADN para desarrollar una cura para la condición mutante, con la esperanza de que esto impediría la destrucción de su planeta. Al hacer todo esto Ord estuvo actuando con el consentimiento tácito de la Agente Especial Abigail Brand, jefa de S.W.O.R.D. que estaba tratando de evitar una posible guerra entre la Tierra y el Breakworld.

### Encuentros con los X-Men
Durante su primer encuentro, Ord casi derrotó a los X-Men, equipo formado por Cíclope, Emma Frost, Bestia, Kitty Pryde y Wolverine, pero fue sorprendido con la guardia baja por Lockheed, que desfiguró su rostro con una ráfaga de fuego. Más tarde, Ord casi fue asesinado por un Coloso enfurecido después de haber sido liberado por sus compañeros X-Men, pero fue impedido de hacerlo por la Agente Especial Brand y Nick Fury acompañado de agentes de S.H.I.E.L.D.. Después, su último intento de escapar a bordo de una nave espacial se vio frustrado por Coloso y Wolverine. Ord fue entregado a la custodia de SWORD. Más tarde, se escapó de Peak, una estación espacial en órbita alrededor de la Tierra, con la asistencia de Peligro y atacó a los X-Men, mientras que estaban siendo atacados por Cassandra Nova. Ord y Peligro fueron capturados posteriormente por S.W.O.R.D., junto con los X-Men, y transportado a bordo de una nave espacial rumbo a Breakworld. Ord fue capaz de contactar con su planeta natal para alertarlos de que Coloso también estaba a bordo, un acontecimiento deliberadamente diseñado por la Agente Brand para atraer a las fuerzas de Breakworld a la Tierra. Cuando la nave espacial de S.W.O.R.D. fue capturada por los Breakworlders, Ord fue hecho prisionero, acusado del fracaso de su misión, un delito castigado con la muerte.
Él se encuentra con su destino final, tratando de salvar a Coloso de Aghanne, el profeta rebelde tratando de usar el cuerpo de metal orgánico de Coloso para arrancar el núcleo de energía del Breakworld, lo que finalmente significaría la destrucción del planeta. A pesar de que no pudo resistir el daño alrededor del núcleo de energía, se sacrifica por la ruptura sin el traje necesario, lo que permite a Coloso a arrancar el propio traje de Aghanne y salvar al planeta.
Luego muere, inmolándose a sí mismo en la atmósfera altamente radiactiva del reactor.

## Poderes y habilidades
Ord posee una resistencia mucho mayor que la de un ser humano y también es capaz de volar. No está claro si estos atributos son compartidos por todos los miembros de su raza, o si son el producto de su tecnología alienígena.